# Amelia Island
Amelia Island ist die südlichste Insel der Sea Islands, die entlang der Ostküste der USA von South Carolina nach Florida verlaufen. Sie ist 21 km lang und an der breitesten Stelle etwa 6 km breit. Nördlich der Insel liegt Cumberland Island. Die Insel gehört zum Nassau County in Florida. Die Städte Fernandina Beach und Amelia City liegen beide auf der Insel.
Die Insel ist auch bekannt als Isle of 8 Flags („Insel der acht Flaggen“). Seit dem Jahr 1562 stand sie unter der Flagge von: Frankreich, Spanien, Großbritannien, Spanien (erneut), Patriots of Amelia Island, Green Cross of Florida, Mexiko, Konföderierte Staaten von Amerika, Vereinigte Staaten.
Auf der Insel fand von 1975 bis 2008 das Tennisturnier „Bausch & Lomb Championships“ der WTA Tour statt.
Die Insel ist nach der britischen Prinzessin Amelie Sophie, der Tochter von Georg II. benannt. 
Amelia Island dient dem Bestseller-Autor John Grisham als Inspiration und Vorlage für seine auf der fiktiven Insel „Camino Island“ spielende Buchreihe um den Buchhändler Bruce Cable.